# وارن ویور
وارن ویور (به انگلیسی: Warren Weaver) دانشمند و ریاضیدان آمریکایی بود. او به عنوان یکی از پیشگامان ترجمه ماشینی شناخته می‌شود. نخستین ایدهٔ ترجمهٔ ماشینی آماری را ویور در سال ۱۹۴۹ ارائه کرد که در آن نظریه اطلاعات کلود شانون را به کار بست. در سال ۱۹۹۱ این ایده توسط پژوهشگران ای بی ام در مرکز پژوهشی جی واتسون بازتعریف شد و سبب محبوبیت ترجمه ماشینی در سال‌های اخیر شده است. امروزه این روش بهترین و گسترده‌ترین روش ترجمهٔ ماشینی است.